# Верхняк

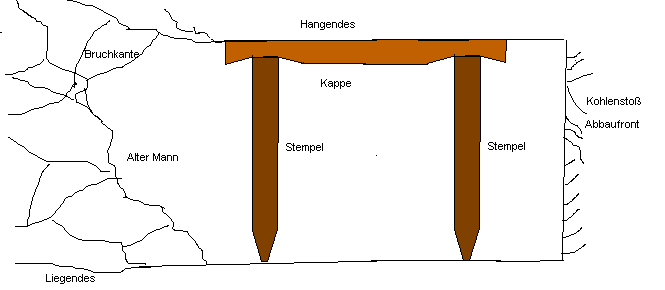
Верхняк

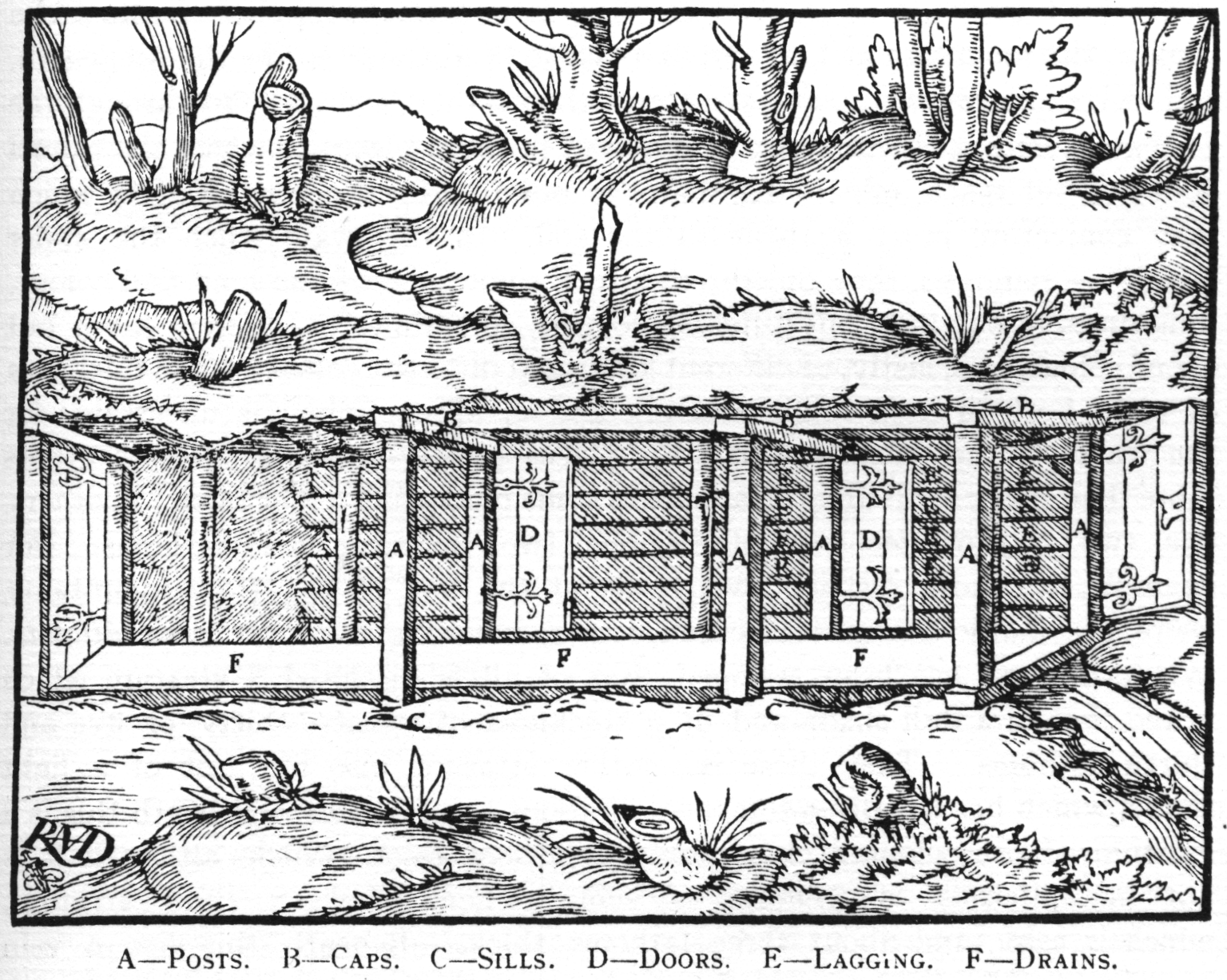
Верхняк у книзі Г.Агріколи «De Re Metallica» (1556 р.). Стояки А. Верхняки В. Лежні С. Двері D. Затяжки Е. Канавка F.

Верхня́к (рос. верхняк, англ. beam, capping top; нім. Kappe) — елемент кріплення гірничих виробок, що розташовується біля покрівлі виробки і являє собою прямолінійну або криволінійну балку, яка працює переважно на згин. Призначення верхняку — підтримати покрівлю виробки від обвалення та передати тиск порід покрівлі на стояки. Верхняк також передає зусилля робочого опору стояків породам покрівлі та рівномірно розподіляє його по поверхні покрівлі. Виготовляються з деревини, сталі, залізобетону. Може бути жорстким, шарнірним, ресорним.

## Різновиди
- Верхняк допоміжний — верхняк, що заводиться під кінці забивних дощок (колів, «шипів») для підтримання їх під час забивання наступної ланки дощок.
- Верхняк перекриття висувний — елемент, що висовується з верхнього перекриття та забезпечує підтримання порід покрівлі від обвалення в привибійний простір.
- Верхняк перекриття притискний — консольна рухома частина верхнього перекриття секції механізованого кріплення, яка за допомогою спеціальних пристроїв притискується до покрівлі.